# Latvijas Krājbanka
Latvijas Krājbanka (в переводе — Сберегательный банк Латвии) — один из крупнейших частных банков Латвии, ныне ликвидированный. Крупнейшим инвестором банка был литовский банк Snoras.
Банк был создан в 1924 году как Почтовая сберкасса Латвии. В 2003 году завершилась приватизация Krājbanka. В 2011 году главный акционер Krājbanka был объявлен банкротом, а на сам банк подан судебный иск о неплатежеспособности. Согласно решению Рижского окружного суда от 23 декабря 2011 года, АО «Latvijas Krājbanka» было объявлено неплатежеспособным. По решению Комиссии рынка финансов и капитала, выплата гарантированной государством компенсации клиентам «Latvijas Krājbanka» осуществлялась через банк «Citadele».